# Supernova Cosmology Project
Le Supernova Cosmology Project est un projet international lancé dans le courant des années 1990 visant à mesurer l'abondance de matière non relativiste et d'énergie sombre dans l'Univers. Son responsable était Saul Perlmutter, du Lawrence Berkeley National Laboratory. La collaboration incluait du personnel du Laboratoire de physique nucléaire et de hautes énergies (LPNHE, Université Paris 6), de l'Institut de physique nucléaire de Lyon (IPNL, Université Lyon 1), l'Université de Stockholm (Suède), l'Université de Vanderbilt (Pays-Bas), l'Université d'Oxford (Angleterre), l'Université de Tokyo (Japon), l'Observatoire européen austral, l'Institute of Astronomy de l'Université de Cambridge (Angleterre) et le California Institute of Technology (Caltech, États-Unis).
Les résultats du Supernova Cosmology Project ont été annoncés fin 1998 et ont montré de façon relativement claire que la densité d'énergie de l'Univers était dominée par une forme mystérieuse d'énergie appelée énergie sombre, aux propriétés relativement semblables à une constante cosmologique. Ces résultats ont par la suite été confirmés par de nombreuses autres observations, et font partie du modèle standard de la cosmologie.
Saul Perlmuter est lauréat du Prix Nobel de physique 2011 avec Adam Riess et Brian P. Schmidt : 4 octobre.